# Smash-Up, the Story of a Woman

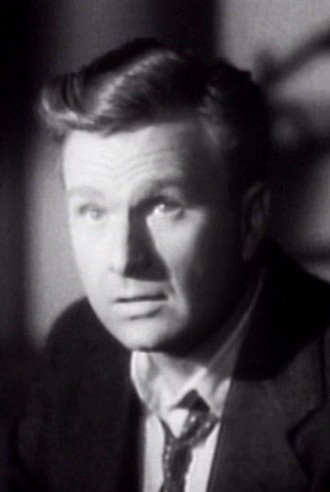
Eddie Albert, aos quarenta anos de idade, em cena do filme.

Smash-Up, the Story of a Woman é um filme norte-americano de 1947, do gênero drama, dirigido por Stuart Heisler  e estrelado por Susan Hayward e Lee Bowman.